# Anemadini
Anemadini zijn een geslachtengroep uit de familie van de truffelkevers (Leiodidae).

## Taxonomie
- Subtribus Anemadina Hatch, 1928
  - Geslacht Anemadiola
  - Geslacht Anemadus
  - Geslacht Cholevodes
  - Geslacht Speonemadus
- Subtribus Eocatopina Jeannel, 1936
- Subtribus Eunemadina Newton, 1998
- Subtribus Nemadina Jeannel, 1936
- Subtribus Paracatopina Jeannel, 1936